# Алехандро Монтеккія
Алехандро Монтеккія (ісп. Alejandro Montecchia, 1 січня 1972) — аргентинський баскетболіст.
Олімпійський чемпіон 2004 року.
Срібний призер Чемпіонату світу 2002 року.
Срібний призер Чемпіонату Америки 2003 року, бронзовий призер 1999 року.
Чемпіон Південної Америки 2001 року.